# Heinz Lanzke
Heinz Walter Lanzke (* 29. April 1933 in Holzwickede; † 26. Dezember 2015) war ein deutscher Musikwissenschaftler und Bibliothekar.

## Leben und Wirken
Heinz Lanzke studierte Musikwissenschaft, Germanistik sowie Buch-, Schrift- und Druckwesen an der Universität Mainz. Nach dem Staatsexamen für den höheren Schuldienst 1959 promovierte er dort 1963 mit einer Dissertation über "Die weltlichen Chorgesänge (Moralia) von Jacobus Gallus", einem Komponisten der Renaissance. Im gleichen Jahr trat er als Bibliotheksreferendar an der Universitätsbibliothek Mainz in die Ausbildung für den höheren Bibliotheksdienst und legte die Fachprüfung hierfür 1965 am Bibliothekar-Lehrinstitut des Landes Nordrhein-Westfalen ab. Von 1965 bis 1970 war er dann als Musikbibliothekar an der Universitätsbibliothek Mainz tätig. Im Jahre 1970 wechselte er nach Berlin und übernahm dort die Leitung des Deutschen Musikarchivs, einer Abteilung der Deutschen Bibliothek. Dieses Amt (seit 1972 mit der Dienstbezeichnung "Bibliotheksdirektor") hatte er bis zum Eintritt in den Ruhestand 1998 inne.
Besonders bekannt wurde Lanzke durch sein umfangreiches dreibändiges Nachschlagewerk "Wo finde ich Informationen über Musik ..."

## Schriften
- Thematische Verzeichnisse von Musikverlagen und Musiksammlungen. Bibliothekar-Lehrinstitut des Landes Nordrhein-Westfalen, Köln 1965.
- Arbeiten und Arbeitsvorhaben des Deutschen Musikarchivs. In: Buch und Bibliothek, Bd. 23 (1971), S. 10–26.
- Nationalbibliographisches Zentrum für Musik und nationale Musikphonothek. In: Forum Musikbibliothek, Bd. 1 (1980), S. 11–26.
- Musikalien. In: Robert Funk (Hrsg.): Literaturversorgung (Benutzung) (= Arbeitshilfen für Spezialbibliotheken, Bd. 2). Deutsches Bibliotheksinstitut, Berlin 1984, S. 195–199, ISBN 3-87068-838-6.
- Der Beitrag des Deutschen Musikarchivs zur musikalischen Quellendokumentation – Rückblick und Ausblick. In: Sieghardt von Köckritz/Kurt Nowak (Hrsg.): Nationalbibliotheken im Jahr 2000. Festgabe für Günther Pflug zum 65. Geburtstag. Buchhändler-Vereinigung, Frankfurt/M. 1988, S. 259–264, ISBN 3-7657-1464-X.

- Wo finde ich Informationen über Musik, Noten, Tonträger, Musikliteratur. Drei Bände (= Orientierungshilfen, Bd. 22,1, 22,2a und 22,2b). Berlin-Verlag Spitz, Berlin 1990/1992/1996.
- Das Deutsche Musikarchiv. Zentrale Musikdokumentation und Nationalbibliothek in Deutschland. In: Fontes Artis Musicae, Bd. 39 (1992), H. 2, S. 140–143.